# Loriculus tener
Loriculus tener — птица отряда попугаеобразных. В последнее время рассматривается некоторыми систематиками как подвид золотолобого висячего попугайчика (лат. Loriculus aurantiifrons tener).

## Распространение
Обитает на островах архипелага Бисмарка (Папуа-Новая Гвинея).

## Образ жизни
Населяют субтропические и тропические влажные леса.

## Угрозы и охрана
Находится под угрозой исчезновения из-за потери естественной среды обитания.